# Marcos da Silva França
Marcos da Silva França, meglio noto come Keno (Salvador, 10 settembre 1989), è un calciatore brasiliano, attaccante del Fluminense.

## Caratteristiche tecniche
È un'ala sinistra, tecnica, in grado di agire sulla fascia destra o da seconda punta.

## Carriera
Dopo aver trascorso alcuni anni in Brasile, il 16 dicembre 2014 si trasferisce all'Atlas, in Messico. Il 22 giugno 2015 torna in patria, accordandosi con il Ponte Preta dove resta una stagione prima di passare al Santa Cruz, dove torna a giocare dopo l'esperienza nel 2014. Il 20 dicembre 2016 viene acquistato dal Palmeiras, firmando un contratto valido fino al 2020.
Il 25 giugno 2018 è annunciato il suo trasferimento a titolo definitivo al Pyramids a fronte di un corrispettivo pari a circa 10 milioni di dollari, che ne fanno il trasferimento più oneroso della storia del campionato egiziano.
Il 7 luglio 2019 passa in prestito all'Al-Jazira, nel campionato emiratino. Mette a segno 2 reti in 12 partite prima della sospensione del campionato, finalizzata al contenimento dell'emergenza epidemiologica da COVID-19. Il 18 giugno 2020 torna in Brasile accordandosi con l'Atlético Mineiro, firmando un triennale con opzione di rinnovo. Il 21 dicembre 2022 viene ingaggiato dal Fluminense.

## Statistiche

### Presenze e reti nei club
Statistiche aggiornate al 26 giugno 2025.
| Stagione                | Squadra                 | Campionato              | Campionato | Campionato | Coppe nazionali | Coppe nazionali | Coppe nazionali | Coppe continentali | Coppe continentali | Coppe continentali | Altre coppe | Altre coppe | Altre coppe | Totale | Totale | Totale |
| Stagione                | Squadra                 | Comp                    | Pres       | Reti       | Comp            | Pres            | Reti            | Comp               | Pres               | Reti               | Comp        | Pres        | Reti        | Pres   | Reti   |        |
| ----------------------- | ----------------------- | ----------------------- | ---------- | ---------- | --------------- | --------------- | --------------- | ------------------ | ------------------ | ------------------ | ----------- | ----------- | ----------- | ------ | ------ | ------ |
| 2011                    | América-SE              | A1/SE                   | 2          | 0          | CB              | 0               | 0               | -                  | -                  | -                  | -           | -           | -           | 2      | 0      |        |
| 2012                    | América-SE              | A1/SE                   | 0          | 0          | CB              | 0               | 0               | -                  | -                  | -                  | -           | -           | -           | 0      | 0      |        |
| Totale América-SE       | Totale América-SE       | Totale América-SE       | 2          | 0          |                 | 0               | 0               |                    | -                  | -                  |             | -           | -           | 2      | 0      |        |
| gen.-mag. 2013          | Botafogo-BA             | PD/BA                   | 15         | 4          | CB              | 0               | 0               | -                  | -                  | -                  | -           | -           | -           | 15     | 4      |        |
| 2013                    | Águia de Marabá         | PD/PA+C                 | 0+20       | 7          | CB              | 0               | 0               | -                  | -                  | -                  | -           | -           | -           | 20     | 7      |        |
| gen.-giu. 2014          | Paraná                  | A1/PR+B                 | 5+4        | 1+0        | CB              | 3               | 0               | -                  | -                  | -                  | -           | -           | -           | 12     | 1      |        |
| 2014                    | Santa Cruz              | A1/PE+B                 | 0+25       | 3          | CB              | 0               | 0               | -                  | -                  | -                  | -           | -           | -           | 25     | 3      |        |
| gen.-giu. 2015          | Atlas                   | PD                      | 9          | 0          | CM              | 0               | 0               | CL                 | 5                  | 0                  | -           | -           | -           | 14     | 0      |        |
| 2015                    | Ponte Preta             | A1/SP+A                 | 0+12       | 0          | CB              | 1               | 1               | CS                 | 2                  | 0                  | -           | -           | -           | 15     | 1      |        |
| 2016                    | Santa Cruz              | A1/PE+A                 | 11+34      | 2+10       | CB              | 2               | 1               | CS                 | 3                  | 0                  | CDN         | 11          | 5           | 61     | 18     |        |
| 2017                    | Palmeiras               | A1/SP+A                 | 12+31      | 1+8        | CB              | 3               | 1               | CL                 | 7                  | 1                  | -           | -           | -           | 53     | 11     |        |
| gen.-giu. 2018          | Palmeiras               | A1/SP+A                 | 16+9       | 4+1        | CB              | 2               | 1               | CL                 | 3                  | 2                  | -           | -           | -           | 30     | 8      |        |
| Totale Palmeiras        | Totale Palmeiras        | Totale Palmeiras        | 28+40      | 5+9        |                 | 5               | 2               |                    | 10                 | 3                  |             | -           | -           | 83     | 19     |        |
| 2018-2019               | Pyramids                | PL                      | 32         | 8          | CE              | 1               | 2               | -                  | -                  | -                  | -           | -           | -           | 33     | 10     |        |
| 2019-2020               | Al-Jazira               | PL                      | 12         | 2          | CE+CdL          | 0+4             | 1               | -                  | -                  | -                  | -           | -           | -           | 16     | 3      |        |
| 2020                    | Atlético Mineiro        | M1/MG+A                 | 5+33       | 1+10       | CB              | 0               | 0               | -                  | -                  | -                  | -           | -           | -           | 38     | 11     |        |
| 2021                    | Atlético Mineiro        | M1/MG+A                 | 7+24       | 1+5        | CB              | 6               | 2               | CL                 | 7                  | 1                  | -           | -           | -           | 44     | 9      |        |
| 2022                    | Atlético Mineiro        | M1/MG+A                 | 8+29       | 1+4        | CB              | 2               | 0               | CL                 | 3                  | 0                  | SB          | 1           | 0           | 43     | 5      |        |
| Totale Atlético Mineiro | Totale Atlético Mineiro | Totale Atlético Mineiro | 20+86      | 3+19       |                 | 8               | 2               |                    | 10                 | 1                  |             | 1           | 0           | 125    | 25     |        |
| 2023                    | Fluminense              | A/RJ+A                  | 15+24      | 1+2        | CB              | 2               | 2               | CL                 | 10                 | 0                  | Cmc         | 2           | 0           | 53     | 5      |        |
| 2024                    | Fluminense              | A/RJ+A                  | 4+27       | 1+1        | CB              | 3               | 1               | CL                 | 4                  | 1                  | RS          | 2           | 0           | 40     | 4      |        |
| 2025                    | Fluminense              | A/RJ+A                  | 9+4        | 2+0        | CB              | 1               | 1               | CS                 | 3                  | 1                  | CmC         | 2           | 1           | 19     | 5      |        |
| Totale Fluminense       | Totale Fluminense       | Totale Fluminense       | 28+53      | 4+3        |                 | 6               | 4               |                    | 17                 | 2                  |             | 6           | 1           | 112    | 14     |        |
| Totale carriera         | Totale carriera         | Totale carriera         | 438        | 80         |                 | 30              | 13              |                    | 47                 | 6                  |             | 18          | 6           | 533    | 105    |        |

## Palmarès

### Club

#### Competizioni statali
- Campionato Pernambucano: 1

Santa Cruz: 2016
- Copa do Nordeste: 1

Santa Cruz: 2016
- Campionato Mineiro: 3

Atlético Mineiro: 2020, 2021, 2022
- Campionato Carioca: 1

Fluminense: 2023
- Taça Guanabara: 1

Fluminense: 2023

#### Competizioni nazionali
- Campionato brasiliano: 1

Atlético Mineiro: 2021
- Coppa del Brasile: 1

Atlético Mineiro: 2021
- Supercoppa del Brasile: 1

Atlético Mineiro: 2022

#### Competizioni internazionali
- Coppa Libertadores: 1

Fluminense: 2023
- Recopa Sudamericana: 1

Fluminense: 2024